# 구산구

구산 구의 위치

구산구(한국어: 고산구, 중국어: 鼓山區, 병음: Gǔshān Qū)는 중화민국 가오슝시의 시할구이다. 넓이는 14.7458km2이고, 인구는 2015년 8월 기준으로 136,388명이다.

## 지리
가오슝 시의 북서쪽에 위치하고 북쪽으로 쭤잉 구, 동쪽으로 싼민 구, 동남쪽으로 옌청 구, 남쪽으로 치진 구와 접하고 서쪽은 타이완 해협에 면한다.

## 역사
옛날에 가오슝 항에는 거석이 있어 그 영향으로 수류가 생겨 선박의 항행에 지장을 초래하고 있었다. 그 때문에 입항하는 배가 큰 북을 치면서 신에 항해의 안전을 기도한 것에서 구산(鼓山)으로 불리게 되었다.
일본 통치 시대의 6개의 정이 2차 대전 후에 통합되어 구산 구가 탄생했다.

## 교육
- 국립 중산 대학

## 교통

### 철도
- 종관선
- 가오슝 첩운 홍선
- 가오슝 첩운 귤선
- 가오슝 첩운임항경궤

### 도로
- 중화 1로
- 임해 1로, 임해 2로
- 구산 1로, 구산 2로, 구산 3로

### 해운
- 구산-치진 페리